# Real Racing 2
Real Racing 2 es un videojuego de carreras de 2010, desarrollado y publicado por Firemint para iOS, Android, OS X Lion y Windows Phone 8. Fue lanzado el 16 de diciembre de 2010 para iPhone y iPod Touch, impulsado por el motor Mint3D de Firemint. Se lanzó una versión separada para iPad el 11 de marzo de 2011. El 11 de enero de 2012, Real Racing 2 fue confirmado como uno de los veintisiete títulos que se lanzarán en Windows Phone como parte de una asociación entre Electronic Arts y Nokia. El juego es la secuela de Real Racing de 2009. Fue un éxito comercial y de crítica, y en 2013 se lanzó una nueva secuela, Real Racing 3.

## Jugabilidad
El control en Real Racing 2 es similar al de la anterior entrega. El jugador tiene cinco métodos de control diferentes entre los que elegir: el método A presenta dirección con acelerómetro (inclinando el dispositivo físico hacia la izquierda para girar a la izquierda y hacia la derecha para girar a la derecha), aceleración automática y freno manual; El método B cuenta con dirección con acelerómetro, aceleración manual y freno manual; El método C presenta un volante virtual en pantalla para dirigir, aceleración automática y freno manual, el método D presenta un volante virtual para dirigir, aceleración manual y freno manual; El método E presenta tocar para dirigir (donde el juego toca el lado izquierdo de la pantalla táctil para girar a la izquierda y el lado derecho para girar a la derecha), aceleración automática y freno manual. Dentro de cada una de estas opciones, el jugador puede modificar la cantidad de asistencia de frenado y asistencia de dirección, así como seleccionar activar o desactivar "antideslizante". En los métodos A y B, la sensibilidad del acelerómetro también se puede modificar.
Cuando el jugador inicia el modo carrera, tiene la opción de comprar un Volkswagen Golf GTI Mk6 o un Volvo C30. Después de comprar su primer automóvil, el jugador pasa a la clase de carrera "División Club". El juego en su conjunto se divide en cinco divisiones; "Club Division", "State Showdown","Grand National","Pro Circuit" y "World Series". Cada división se divide en numerosas carreras individuales. La mayoría de las carreras implican competir contra quince oponentes de IA, pero también hay dos carreras de autos cara a cara y cuatro carreras de eliminación de autos. Después de completar un cierto número de metas, el jugador puede pasar a la siguiente división, siendo el último ganar la carrera final en la división "Serie Mundial", la "Gran Final". A lo largo del juego, cuando los jugadores alcanzan objetivos específicos, los patrocinadores del juego les otorgan una bonificación en efectivo, que pueden usar para comprar autos nuevos o mejorar sus autos existentes. En total, el modo carrera abarca cinco divisiones con cincuenta eventos separados y un total de ochenta y nueve carreras.
Otras formas de jugar incluyen una carrera rápida, pruebas contrarreloj abiertas (que están conectadas a tablas de clasificación en línea usando Game Center), multijugador local, ligas online y modo multijugador en línea para dieciséis jugadores.

## Coches y ubicaciones
El juego cuenta con treinta coches con licencia oficial y quince pistas en las que correr.
Estos autos incluyen un BMW M3 2010 , un Chevrolet Corvette C6.R 2010 , un Ford GT 2005 , un Jaguar RSR XKR GT 2010, un Lotus Evora 2010, un Nissan GT-R 2010 , un Volkswagen Scirocco R 2008 y un Volvo C30 2010 STCC . Al completar el modo carrera, el jugador recibe un McLaren F1 GTR de 1995 .
Las ubicaciones (que son ficticias) incluyen el circuito McKinley, Forino Valley, King's Speedway, Montclair, Richmond Plains, Sonoma Canyon, Krugerfontein, Notting Forest, Alkeisha Island, Aarlburg Forest, Mayapan Beach, Chengnan, Castellona Bay, San Arcana y Balladonia Raceway.

## Versión HD
Real Racing 2 HD se lanzó específicamente para iPad y iPad 2 el 11 de marzo de 2011. En abril de 2011, se actualizó para aprovechar la función de duplicación del iPad 2 para utilizar juegos de pantalla dual en un HDTV en 1080p. Requiere el adaptador AV digital de Apple o un Apple TV como parte de AirPlay Mirroring, que se incluye en iOS 5.

## Recepción
Real Racing 2 ha recibido una gran cantidad de elogios de la crítica, superando incluso a su predecesor. La versión de iOS tiene puntuaciones totales de 94 sobre 100 en Metacritic según dieciocho revisiones.
Levi Buchanan de IGN calificó 9 de 10, lo que le da un premio 'Elección del Editor', y escribió " Real Racing 2 es sin duda el mejor juego de carreras en la App Store de hoy [...] Con un excelente manejo y bellos efectos visuales, Real Racing 2 establece un nuevo marcador para los corredores de simulación de iPhone". Chris Hall de 148Apps calificó el juego con 4.5 de 5, haciéndose eco de Buchanan al llamarlo el mejor juego de carreras en la App Store; "En la categoría de simulación de carreras de la App Store, realmente no hay otro juego tan impresionante como Real Racing 2 ". Daniel Silva de The Appera  calificó el juego con un 10 de 10, y también afirmó que es el mejor juego de carreras en la App Store; " Real Racing era el rey de los juegos de carreras en la App Store cuando se lanzó y mantuvo ese título hasta ahora. Lo único que se puede reemplazar es la secuela que hace que el original parezca un juego de niños. Real Racing 2 es fantástico y no puedo recomendarlo lo suficiente ".  Andrew Nesvadba de AppSpy  calificó con un 5 sobre 5, afirmando que 'Real Racing 2 es el compañero de bolsillo perfecta para los fanáticos de las carreras de títulos y un robo de necesidad definida.'
Tracy Erickson, de Pocket Gamer, le dio una puntuación de 10 sobre 10, también le otorgó un "Premio Platino" y afirmó que "raro es un juego como Real Racing 2 en el que no falta ni una característica importante, ni un elemento está fuera de equilibrio, ni una sola pieza no contribuye a la sensación de diversión. Desde la larga carrera y las innovadoras carreras en línea de 16 jugadores hasta el manejo preciso y el significativo ajuste del vehículo, todo sobre la secuela de Firemint es ideal. Ningún otro juego de carreras en cualquier dispositivo portátil ofrece un paquete tan completo, ni coincide con su estilo elegante ". Shawn Leonard de Slide to Play  calificó el juego con un 4 de 4, diciendo "Real Racing 2 es el juego de carreras de exhibición en la plataforma iOS. No solo es un paquete más atractivo que su sobresaliente precuela, sino que el enfoque nítido en ser un juego de carreras de simulación legítimo lo lleva a un nuevo nivel ".  Continuaría ganando premios por" Mejores gráficos "y" Mejor juego de carreras ", perdiendo en la categoría de" Juego del año 2010 "ante Angry Birds.
Eli Hodapp de TouchArcade calificó el juego 5 de 5, y se hizo eco de otros comentarios en llamándolo el mejor juego de carreras en la App Store. Sin embargo, fue más allá, argumentando que puede ser el mejor juego de cualquier género en la App Store; "Es sin duda el rey actual de los juegos de carreras para iOS. Yo iría tan lejos como para llamarlo el juego perfecto para iPhone. Los controles se adaptan perfectamente a la plataforma, los gráficos son fantásticos y Real Racing 2 es compatible con todos los dispositivos iOS  [...] No hay muchos otros juegos que muestren lo que la plataforma iOS es capaz de hacer más que Real Racing 2 , tanto que Apple debería simplemente incluirlo en sus dispositivos. No te pierdas este juego ".  Nigel Wood de TouchGen le dio al juego un 4,5 sobre 5 y un premio "Elección del editor", escribiendo "Firemint ha creado una vez más el mejor juego de carreras para dispositivos iOS [...] Real Racing 2 es casi perfecto y supera al original en todos los aspectos . " El juego ganaría el premio "Juego del año 2010" de TouchGen.